# 82 (tal)
82 (toogfirs, på checks også ottito) er det naturlige tal som kommer efter 81 og efterfølges af 83.

## Inden for videnskab
- 82 Alkmene, asteroide
- M82, irregulær galakse i Store Bjørn, Messiers katalog

## Eksterne links
- Wikimedia Commons har flere filer relateret til 82 (tal)